# Traversetolo
Traversetolo là một đô thị ở tỉnh Parma ở vùng Emilia-Romagna, tọa lạc cách khoảng 80 km về phía tây củaBologna và khoảng 20 km về phía nam của Parma. Đến thời điểm ngày 31 tháng 12 năm 2004, đô thị này có dân số8.546 và diện tích là 54,6 km².
Đô thị Traversetolo bao gồm các frazioni (đơn vị trực thuộc, làng) Ariana, Bannone, Borgo Bottone, Borgo Salice, Campagna, Cantone, Carcarecchio, Case Cavalli, Case Montefiascone, Case Pozzo, Case Ronchei, Castellaro, Castione de' Baratti, Cazzola, Cevola, Cronovilla, Gabbiola, Gavazzo, Il Borgo, La Casa, La Fornace, Mamiano, Mazzola, Orio, Sbizzini, Sivizzano, Stafei, Stombellini, Torre, Val Cassano, Vignale, and Villa Carbognani..
Traversetolo tiếp giáp các đô thị sau đây: Canossa, Lesignano de' Bagni, Montechiarugolo, Neviano degli Arduini, Parma, San Polo d'Enza.